# Константин I Охридски
Константин (на гръцки: Κωνσταντίνος) е византийски духовник, охридски архиепископ около 1160-1170 година.

## Биография
Сведенията за Константин са оскъдни. Назначен е за архиепископ на Охрид от император Мануил I Комнин. Това става след 1157 и преди 1160 година. През 1170 година все още е на този пост. Не е известно кога го напуска или умира, но през 1183 година архиепископ вече е Адриан.